# Ludvig Vilhelm Henrik Krabbe
Ludvig Vilhelm Henrik Krabbe (22. februar 1798 på Sophiesminde, Skibet Sogn – 3. november 1857 i København) var en dansk amtmand over Bornholms Amt.
Han var søn af Johan Ludvig Vilhelm Krabbe og Frederikke Edel Benedicte f. Brügmann, blev 1817 student fra Horsens lærde Skole, 1823 cand.jur., samme år kammerjunker og volontær samt 1825 auskultant i Rentekammeret. Fra 1828 var han fuldmægtig ved Vejle Amt, den sidste tid ved Aarhus Amt. 15. april 1837 blev Krabbe udnævnt til amtmand på Bornholm, men blev 19. marts 1849 suspenderet på grund af utilbørligt ophold af forskellige sager uagtet gentagne påmindelser, og 9. august samme år blev han afskediget. Han blev 1823 kammerjunker og 1852 kammerherre. 
Han var medlem af Landstinget fra 29. december 1849 og blev genvalgt ved valgene 3. juni 1853 og 20. juni 1855. Fra 1852 var Krabbe medejer af Sorthat Kul- og Teglværk.
Krabbe ægtede 12. august 1837 i Aarhus Domkirke Thora Alvilda Christiane Elmquist (18. maj 1814 i Aarhus – 7. maj 1845 i Rønne), stifter af Rønne Børneasyl, datter af bogtrykker, overkrigskommissær Adolph Frederik Elmquist og Helene Ambrosia Folandt.
Han er begravet i Rønne.